# Cibeuteung Udik
Cibeuteung Udik is een bestuurslaag in het regentschap Bogor van de provincie West-Java, Indonesië. Cibeuteung Udik telt 10.046 inwoners (volkstelling 2010).